# Aleksandr Prokopiev
Pour les articles homonymes, voir Prokopiev.
Aleksandr Iourievitch Prokopiev - en russe : Александр Юрьевич Прокопьев (né le 10 juin 1971 à Moscou en URSS) est un joueur professionnel russe de hockey sur glace devenu entraîneur.

## Carrière de joueur
Formé au Kristall Elektrostal, il commence sa carrière senior en 1987. Il débute dans l'élite soviétique avec le HK CSKA Moscou trois ans plus tard. Il remporte le titre national 1995 avec le HK Dinamo Moscou puis signe au HC Vítkovice dans l'Extraliga. De retour dans son pays natal, il remporte deux nouveaux titres de champion avec le Dinamo en 2000 puis l'Avangard Omsk en 2004. Avec le club d'Omsk, il ajoute à son palmarès la Coupe des champions 2005. Il met un terme à sa carrière en 2006 après une saison avec le Khimik Moskovskaïa Oblast.

## Carrière internationale
Il a représenté l'Équipe de Russie à 156 reprises. Il a participé à huit éditions des Championnats du monde pour un bilan d'une médaille d'argent en 2002.

## Trophées et honneurs personnels
Superliga
- 2005 : nommé dans la meilleure ligne (Maksim Souchinski - Aleksandr Prokopiev - Dmitri Zatonski).
- 2004 : nommé dans la meilleure ligne (Maksim Souchinski - Aleksandr Prokopiev - Dmitri Zatonski).
- 2004 : nommé dans l'équipe d'étoiles.
- 2004 : meilleur pointeur des séries éliminatoires.
- 2004 : meilleur buteur.
- 2002 : participe au Match des étoiles avec l'équipe Est.
- 2002 : nommé dans la meilleure ligne (Maksim Souchinski - Aleksandr Prokopiev - Dmitri Zatonski).
- 2001 : participe au Match des étoiles avec l'équipe est.

Championnat du monde
- 1997 : nommé dans l'équipe d'étoiles.

## Statistiques
| Saison           | Équipe                    | Ligue            |     | Saison régulière | Saison régulière | Saison régulière | Saison régulière | Saison régulière |    | Séries éliminatoires | Séries éliminatoires | Séries éliminatoires | Séries éliminatoires | Séries éliminatoires |
| Saison           | Équipe                    | Ligue            | PJ  | B                | A                | Pts              | Pun              | PJ               | B  | A                    | Pts                  | Pun                  |                      |                      |
| 1987-1988        | Kristall Elektrostal      | Vyschaïa Liga    | 16  | 2                | 0                | 2                | 4                |                  |    |                      |                      |                      |                      |                      |
| 1988-1989        | Kristall Elektrostal      | Vyschaïa Liga    | 22  | 3                | 0                | 3                | 4                |                  |    |                      |                      |                      |                      |                      |
| 1990-1991        | CSKA Moscou               | URSS             | 30  | 1                | 2                | 3                | 4                |                  |    |                      |                      |                      |                      |                      |
| 1993-1994        | Dinamo Moscou             | Superliga        | 36  | 15               | 13               | 28               | 21               |                  |    |                      |                      |                      |                      |                      |
| 1994-1995        | Dinamo Moscou             | Superliga        | 46  | 17               | 9                | 26               | 74               | 14               | 4  | 3                    | 7                    | 14                   |                      |                      |
| 1995-1996        | Dinamo Moscou             | Superliga        | 47  | 9                | 12               | 21               | 38               |                  |    |                      |                      |                      |                      |                      |
| 1996-1997        | HC Vítkovice              | Extraliga        | 47  | 15               | 27               | 42               | 30               | 9                | 1  | 9                    | 10                   | 0                    |                      |                      |
| 1997-1998        | HC Vítkovice              | Extraliga        | 52  | 16               | 35               | 51               | 36               | 9                | 4  | 6                    | 10                   | 2                    |                      |                      |
| 1998-1999        | Dinamo Moscou             | Superliga        | 41  | 15               | 11               | 26               | 28               | 16               | 2  | 6                    | 8                    | 4                    |                      |                      |
| 1999-2000        | Dinamo Moscou             | Superliga        | 38  | 9                | 16               | 25               | 57               | 17               | 2  | 13                   | 15                   | 16                   |                      |                      |
| 2000-2001        | Avangard Omsk             | Superliga        | 44  | 6                | 17               | 23               | 48               | 16               | 3  | 5                    | 8                    | 12                   |                      |                      |
| 2001-2002        | Avangard Omsk             | Superliga        | 36  | 9                | 16               | 25               | 25               | 11               | 3  | 4                    | 7                    | 8                    |                      |                      |
| 2002-2003        | Avangard Omsk             | Superliga        | 51  | 8                | 23               | 31               | 61               | 10               | 3  | 4                    | 7                    | 4                    |                      |                      |
| 2003-2004        | Avangard Omsk             | Superliga        | 60  | 21               | 36               | 57               | 32               | 11               | 7  | 1                    | 8                    | 2                    |                      |                      |
| 2004-2005        | Avangard Omsk             | Superliga        | 60  | 14               | 29               | 43               | 38               | 8                | 3  | 0                    | 3                    | 6                    |                      |                      |
| 2005-2006        | Khimik Moskovskaïa Oblast | Superliga        | 28  | 2                | 8                | 10               | 22               | 8                | 2  | 0                    | 2                    | 0                    |                      |                      |
| Totaux Superliga | Totaux Superliga          | Totaux Superliga | 487 | 125              | 190              | 315              | 444              | 111              | 29 | 36                   | 65                   | 66                   |                      |                      |
| Totaux Extraliga | Totaux Extraliga          | Totaux Extraliga | 99  | 31               | 62               | 93               | 66               | 18               | 5  | 15                   | 20                   | 2                    |                      |                      |

| Année | Équipe | Compétition |   | PJ | B | A | Pts | Pun               |  | Résultat |
| 1995  | Russie | CM          | 6 | 2  | 0 | 2 | 4   | 5e place          |  |          |
| 1996  | Russie | CM          | 8 | 2  | 0 | 2 | 0   | 4e place          |  |          |
| 1997  | Russie | CM          | 9 | 3  | 5 | 8 | 6   | 4e place          |  |          |
| 1999  | Russie | CM          | 6 | 1  | 1 | 2 | 4   | 5e place          |  |          |
| 2000  | Russie | CM          | 6 | 2  | 2 | 4 | 6   | 11e place         |  |          |
| 2001  | Russie | CM          | 7 | 1  | 2 | 3 | 0   | 6e place          |  |          |
| 2002  | Russie | CM          | 9 | 3  | 4 | 7 | 18  | Médaille d'argent |  |          |
| 2004  | Russie | CM          | 6 | 1  | 0 | 1 | 0   | 7e place          |  |          |